# Matthias Dusini
Matthias Dusini (* 1967 in Meran) ist ein österreichischer Journalist, Kunstkritiker und Buchautor. 

## Werdegang
Er studierte an der Universität Wien Germanistik, Philosophie und Theaterwissenschaften und schloss mit einer Arbeit über Amerikaromane ab. Danach arbeitete Dusini als Kunstkritiker für die Zeitschrift Springerin. Seit 2000 ist er für die Wiener Wochenzeitung Falter tätig, seit 2015 leitet er dort den Bereich Feuilleton. 2012 erschien sein vieldiskutiertes Buch „In Anführungszeichen“ (gemeinsam mit Thomas Edlinger) über Political Correctness (Edition suhrkamp).

## Bücher und Essays
- Covering the Room (Hg. gemeinsam mit Florian Pumhösl), Salzburger Kunstverein, 1998
- Der performative Grundzug im Werk Michelangelo Pistolettos. In: Silvia Eiblmayr (Hg.): Michelangelo Pistoletto, Verlag der Buchhandlung Walther König, Köln, 1999 (Katalog), ISBN 3-88375-392-0.
- Judith Barry, Catologue produced for the Kiesler Prize, Friedrich Kiesler Foundation, Austria, Vienna 2000
- Pop als Schnittstelle zu Corporate Design. In: Christian Höller (Hg.): Pop Unlimited? Imagetransfers in der aktuellen Popkultur, Turia & Kant, Wien, 2000 ISBN 978-3851322804.
- Heimo Zobernigs pragmatischer Konzeptualismus. In: Heimo Zobernig (hg. Museum Moderner Kunst Stiftung Ludwig Wien), Verlag der Buchhandlung Walther König, Köln, 2003 (Katalog) ISBN 3-88375-646-6.
- Die Disco Cosmic. In: Stefan Bidner, Thomas Feuerstein (Hg.): Sample Minds, Verlag der Buchhandlung Walther König, Köln, 2004 ISBN 978-3883757872.
- In Anführungszeichen. Glanz und Elend der Political Correctness (gemeinsam mit Thomas Edlinger), Suhrkamp Verlag, Berlin, 2012 ISBN 978-3-518-12645-5.
- Schöne/traumatische Tropen. In: Silvie Aigner, Berthold Ecker (Hg.): Margot Pilz. Meilensteine/Milestones, Berlin, De Gruyter, 2015 (Katalog) ISBN 978-3110458411.
- Martin Kippenberger und die Political Correctness. In: Ingried Brugger und Lisa Ortner-Kreil (Hg.): Martin Kippenberger, Verlag der Buchhandlung Walther König, Köln, 2016 (Katalog) ISBN 978-3-96098-004-9.
- Hotel Paradiso. Mit der Bahn zu 13 besonderen Orten in Mitteleuropa. Ein Reiseführer. Falter Verlag, Wien, 2021. ISBN 978-3-85439-662-8.

## Auszeichnungen
- 2007 Art Critics Award[6]